# Pierre Versé
Pierre Versé fut successivement chanoine de Bayeux, abbé de l'abbaye Saint-Pierre de Chalon-sur-Saône puis évêque d'Amiens de 1482 à 1500.

## Biographie

### Famille
Né à Poligny, Pierre Versé était le neveu de Jacques Coitier, son oncle maternel, médecin du roi Louis XI. Grâce à l'appui de son oncle, il obtint le siège épiscopal d'Amiens le 7 septembre 1482

### Carrière ecclésiastique
Pierre Versé fut chanoine du chapitre cathédral de Bayeux et abbé de Saint-Pierre de Chalon-sur-Saône. En 1482, il devint évêque d'Amiens et fit son entrée, le 8 mai 1483. Le 30 mai 1483, Pierre Versé assista au sacre de Charles VIII.
Selon le Père Daire, c'est Pierre Versé qui, le 10 juin 1483, consacra la première fois la cathédrale d'Amiens à Notre-Seigneur, à la Vierge et à tous les saints.
Sous son ministère, furent reconstruites l'abbaye de Saint-Acheul et son église abbatiale ruinée au XIVe siècle.  
Pierre Versé décéda le 28 février 1500 et fut inhumé dans la cathédrale Notre-Dame d'Amiens. 
Il décéda le 28 février 1500 et fut  inhumé dans le chœur de la cathédrale Notre-Dame d'Amiens. Il avait fait de la ville d'Amiens son légataire universel et lui céda le fief de Conty.

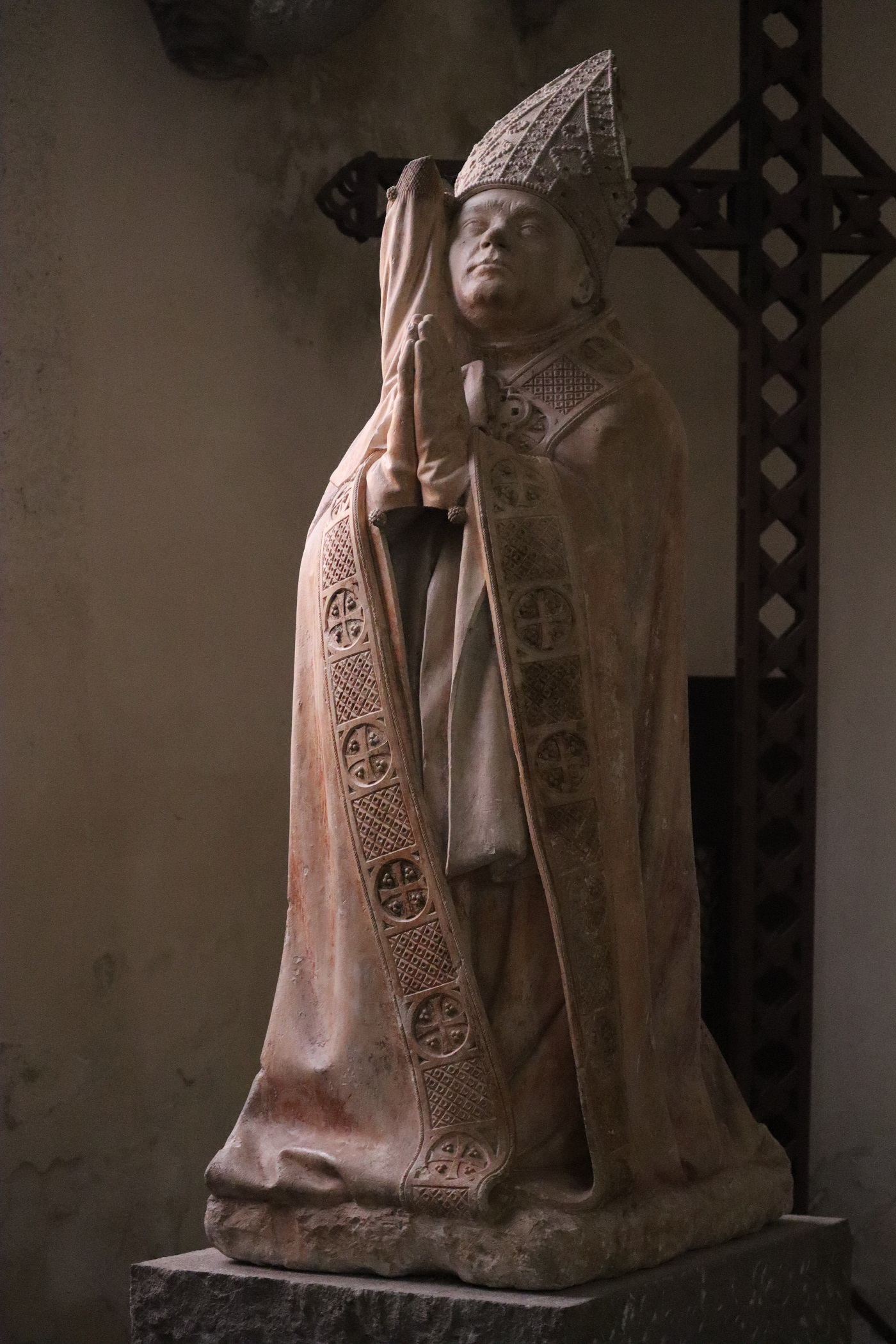
Orant de Pierre de Vercey en la collégiale Saint-Hippolyte à Poligny.

## Pour approfondir